# Magnetar Capital
Magnetar Capital è un hedge fund con sede a Evanston, Illinois. L'azienda è stata fondata nel 2005 e investe in strategie a reddito fisso, energetiche, quantitative ed è stata attivamente coinvolta nel mercato delle obbligazioni di debito collateralizzate (CDO) durante il periodo 2006-2007. In alcuni articoli critici nei confronti di Magnetar Capital, la strategia di arbitraggio dell'azienda per i CDO è descritta come il "commercio di Magnetar" Nel 2022 gestisce un patrimonio (AUM) di 13,8 miliardi di dollari.
L'azienda ha uffici a New York City, Londra, Houston e Minneapolis.
Nel 2006-2007, Magnetar Capital "ha facilitato la creazione di alcune delle obbligazioni di debito collateralizzate con le peggiori prestazioni", molte delle quali prendono il nome da stelle o costellazioni.  Mentre i CDO che Magnetar Capital ha contribuito a creare hanno portato a perdite a Wall Street, la società ha tratto profitto come risultato della sua strategia di investimento con copertura; Magnetar Capital si era protetta dalle perdite sui CDO acquistando credit default swap. Nel 2010, 23 dei CDO in cui Magnetar Capital ha investito erano diventati "quasi senza valore". Nonostante le indagini della Securities and Exchange Commission statunitense su diverse operazioni in cui Magnetar Capital ha investito, non è stata intrapresa alcuna azione coercitiva contro l'azienda.

## Storia
Magnetar Capital è stata fondata nel 2005 da Alec Litowitz (ex Citadel LLC) e Ross Laser (ex Glenwood Capital Partners). Con sede a Evanston, Illinois, l'azienda iniziò con un capitale di 1,8 miliardi di dollari, rendendola uno dei più grandi lanci di hedge fund dell'epoca.  In un primo tempo il fondo multistrategia di Magnetar Capital ha investito in investimenti event-driven e l'azienda ha raddoppiato le sue dimensioni fino a quasi 4 miliardi di dollari entro la fine del 2006.  L'azienda si è lanciata in altre aree, tra cui investimenti privati in azioni pubbliche, riassicurazione e gestione patrimoniale tradizionale, ma ha rivolto la sua attenzione al reddito fisso.  Nel 2005, Magnetar ha iniziato a investire nel settore energetico nordamericano.

### Coinvolgimento nel 2006-2007 con i CDO
Magnetar Capital è stata attivamente coinvolta nei mercati dei CDO durante il periodo 2006-2007, quando ha investito in azioni per un valore di circa 30 miliardi di dollari. Come mezzo proposto per coprire gli investimenti in CDO, Goldman Sachs ha inviato a Magnetar Capital informazioni di marketing relative alle "scommesse brevi" contro il mercato immobiliare tramite un indice di titoli garantiti da attività (ABX). Il partner David Snyderman disse all'epoca a Derivatives Week che Magnetar Capital era "entusiasta delle opportunità nel mercato dei derivati ipotecari".
Gli investimenti in CDO sono suddivisi in tranche basate sul rischio: le sezioni a rischio più elevato offrono il rendimento più elevato, mentre le parti più sicure hanno rendimenti inferiori. Con quello che alcuni osservatori hanno definito il "commercio Magnetar", Magnetar Capital ha assunto posizioni lunghe nelle sezioni a più alto rischio di CDO sintetici e ha coperto tali posizioni piazzando scommesse corte su sezioni più sicure chiamate tranche mezzanine tramite credit default swap, che agiscono analogamente ad una polizza assicurativa. Ciò ha consentito a Magnetar Capital di ricevere pagamenti mentre il mercato immobiliare funzionava senza intoppi e di coprire il rischio di ribasso. Di conseguenza, ha perso denaro sulle quote più rischiose acquistate, ma ha guadagnato molto di più dalle coperture quando il mercato è crollato nel 2007.
Magnetar Capital afferma di non aver controllato la selezione degli asset per i CDO in cui ha investito e di non aver scommesso complessivamente contro il mercato immobiliare. L'azienda ha affermato che i suoi investimenti erano neutrali rispetto al mercato e avrebbero fruttato denaro sia in caso di rialzo che di ribasso del mercato immobiliare. Secondo il Financial Times, "Magnetar sostiene che non stava shortando il mercato dei mutui subprime, ma stava facendo arbitraggio tra diversi strati di CDO, approfittando del fatto che poteva ottenere un rendimento del 20% sul capitale e poi coprirlo cortocircuitando le leggi del mezzanino".
Janet Tavakoli, consulente del settore finanziario, ha scritto nel suo libro del 2008, Structured Finance and Collateralized Debt Obligations, che i CDO Constellation di Magnetar Capital "sembravano progettati per fallire".

### Cause legali del 2010
Nel 2010, la Securities and Exchange Commission ha presentato una denuncia contro JP Morgan Chase per un accordo del 2007 che coinvolgeva titoli selezionati da Magnetar Capital. JP Morgan ha risolto la causa per 153,6 milioni di dollari nel 2011.  Separatamente, nel 2012, il Wall Street Journal ha riferito che il governo ha cercato di vedere se Magnetar "avesse avuto un'influenza così forte nella progettazione delle operazioni assumendo di fatto il ruolo di collateral manager”.  In particolare, la SEC ha trascorso più di un anno esaminando se Magnetar Capital avesse avuto qualche influenza sulla selezione degli asset di un CDO da 1,5 miliardi di dollari creato da Merrill Lynch e chiamato Norma CDO I, ma alla fine la SEC non ha avviato alcuna azione contro l'azienda.
Nel 2010, Intesa Sanpaolo ha nominato Magnetar Capital, e altri, nella sua causa contro Credit Agricole, per presunta frode relativa al CDO Pyxis ABS CDO 2006-1.  La causa sosteneva che un'unità di Credit Agricole nascondeva il ruolo di Magnetar nell'obbligazione di debito collateralizzato. Il caso è stato archiviato in quanto il tribunale ha stabilito che Intesa non aveva intentato la causa in modo tempestivo. 

### Premio Parodia
Nel 2010, i direttori di Magnetar Capital, tra gli altri, hanno vinto il Premio Ig Nobel per l'economia per "aver creato e promosso nuovi modi di investire denaro, modi che massimizzano il guadagno finanziario e minimizzano il rischio finanziario per l'economia mondiale, o per una parte di essa".

### La diversificazione
In seguito alla crisi finanziaria, l'azienda si è concentrata sul trading quantitativo e sull'esplorazione di nuovi investimenti, tra cui film, jet commerciali e immobili. Nel gennaio 2013, l'azienda è diventata il più grande proprietario di case a Huber Heights, Ohio, acquistando un portafoglio di quasi 2.000 case in affitto dalla famiglia dello sviluppatore originale della città. Affitta queste case come parte della sua strategia di investimento. Magnetar Capital investe anche nel settore immobiliare europeo.
L’azienda è entrata nel settore del finanziamento cinematografico nel 2013, quando ha fornito la maggior parte dei finanziamenti per un accordo di cofinanziamento da 400 milioni di dollari che ha fornito alla 20th Century Fox i soldi per finanziare una serie di film per un periodo di cinque anni.
Nel 2014, Magnetar Capital ha introdotto due nuovi fondi energetici, Magnetar Solar Holdings e Magnetar Solar Opportunities Fund.  Magnetar Solar (Regno Unito) possedeva 25 parchi solari con circa 300 megawatt di capacità di generazione.  Nel 2016, Magnetar Capital possedeva circa 344 megawatt della produzione solare del Regno Unito. L'azienda ha venduto il suo portafoglio solare nel Regno Unito a Rockfire Capital nel 2018.

### L'ingresso di Blackstone Group
Nel 2015 l'hedge fund del Blackstone Group con sede a New York, Blackstone Alternative Asset Management, attraverso il suo Strategic Capital Holdings Fund, ha acquistato una quota di minoranza di Magnetar.  I dati finanziari dell'accordo non sono stati divulgati; Magnetar ha affermato che l'accordo l'avrebbe aiutata ad espandersi, il vertice dell'azienda non è stato cambiato.
Nel 2017 Magnetar Capital ha acquistato una quota di maggioranza nell'istituto di credito automobilistico First Citizen, di Dublino, Irlanda.
A partire dal 2018, l'energia continua a essere un interesse di investimento della società, inclusa una partecipazione in Double Eagle Energy Holdings III Permian in Texas.